# Vica Pota
Vica Pota je římská bohyně, jejíž svatyně (aedes) stála na úpatí kopce Velian, na severní straně římského Palatinu, na místě domu Publia Valeria Publicola. Cicero vysvětluje její jméno, které pochází z vincendi atque potiundi „dobývání a získávání mistrovství“. 
Podle Apocolocyntosis Seneky mladšího, je matka Diespitera; obvykle identifikovaného s Jupiterem, Diespiter je zde považován za oddělené božstvo a podle názoru Arthura Bernarda Cooka by snad měl být považován za podsvětního Dispatera. Festival Vica Pota byl slaven 5. ledna. 
Asconius ji ztotožňuje s Victorií, ale je pravděpodobně starší římskou nebo italickou formou bohyně vítězství, která předcházela Victorii a vlivu řecké Níké; Vica Pota byla tedy starším ekvivalentem Victorie, ale pravděpodobně nebyla personifikací vítězství jako taková. Podle mínění Ludwiga Prellera, jež však není široce přijímáno, by se Vica Pota mohla ztotožnit s etruskou božskou postavou Lasa Vecu. 